# Little Italy (Baltimora)
Little Italy è un quartiere situato a Baltimora nel Maryland, Stati Uniti d'America.
Situato ad est del porto interno, è uno dei quartieri più trafficati della città con ristoranti e locali.

È così chiamato a causa del gran numero di famiglie di italiani che immigrarono negli Stati Uniti nel corso del Novecento.
Si trova nei pressi di quartieri importanti come Fells Point, Upper Fells Point e Harbor East, il mercato immobiliare a Little Italy è poco accessibile. Il quartiere, nella città di Baltimora, è anche noto perché in qualità di statistica ha un'ottima reputazione in criminalità.
Al centro del quartiere è la Chiesa di San Leone, la prima chiesa italiana costruita a Baltimora e nel Maryland, ed una delle prime negli Stati Uniti ad essere stata edificata specificamente per accogliere gli immigrati italiani.
Il quartiere è situato a un paio di isolati dalla Phoenix Shot Tower e dalla piazza del Mercato dove c'è anche la metropolitana.

Ogni estate il quartiere, con la collaborazione della comunità italiana, ospita una piscina esterna 
al Film Festival, cinema all'aperto gratis: le persone si attrezzano, portando sedie e coperte e gioiosamente si godono lo spettacolo.

Oltre alla proiezione dei film del momento, ogni tanto vengono proiettati film italiani, però in lingua inglese.
La politica, femminista e deputata italoamericana Nancy Pelosi è cresciuta a Baltimora, nel Little Italy. Suo padre, Thomas D'Alesandro Jr., fu sindaco della città.